# Stanjanci (obwód Szumen)
Stanjanci (bułg. Станянци) – wieś w Bułgarii, w obwodzie Szumen, w gminie Wyrbica. W 2024 roku liczyła 757 mieszkańców.